# ایرانی ۱۸۹۸۷
سیارک ۱۸۹۸۷ (به انگلیسی: 18987 Irani، نامگذاری:2000RU23) هجده هزار و نهصد و هشتاد و هفتمین سیارک کشف شده‌است که در ۱ سپتامبر ۲۰۰۰ کشف شد.
قدر مطلق سیارک برابر ۷.۸ است.